# Paul Siegel (Jurist)
Paul Siegel (* 24. Dezember 1880 in Meiningen; † 30. Mai 1961 auf Juist) war ein deutscher Jurist und Notar. Er war nach 1945 maßgeblich am Wiederaufbau des niedersächsischen Justizwesens beteiligt.

## Leben
Nach dem Schulbesuch studierte Siegel Rechtswissenschaften. 1904 promovierte er an der Universität Göttingen zum Dr. jur. Noch zur Zeit des Deutschen Kaiserreichs ließ sich Paul Siegel als Rechtsanwalt in Hannover nieder, wo er am 19. Januar 1912 in die Freimaurerloge Friedrich zum weißen Pferde aufgenommen wurde. Nach dem Ersten Weltkrieg wurde Siegel zur Zeit der noch jungen Weimarer Republik 1921 auch Notar, der mit Ernst Lenzberg und Georg Lindenmann in einer Kanzlei zusammenarbeitete. 1922 wurde Siegel in den Vorstand der dortigen Rechtsanwaltskammer berufen, deren Vizepräsident er schließlich wurde. Nach der Machtergreifung durch die Nationalsozialisten musste er 1933 seine Stellung in der Rechtsanwaltskammer aufgeben, verlor 1938 schließlich sogar seine Zulassung als Anwalt.
Nach dem Zweiten Weltkrieg trat Paul Siegel schon 1945 mit Genehmigung der Britischen Besatzungsmacht wiederum die Vizepräsidentschaft für die Rechtsanwaltskammer an, engagierte sich auch für die Wiederaufbau der Freimaurerei in Hannover. In der noch jungen Bundesrepublik Deutschland wurde Siegel 1955 für seine Leistungen beim Wiederaufbau des niedersächsischen Justizwesens mit dem Großen Bundesverdienstkreuz ausgezeichnet.
Wenige Jahre vor seinem Tod wurde Paul Siegel 1959 zum stellvertretenden Vorsitzenden des Niedersächsischen Ehrengerichtshofes für Rechtsanwälte ernannt.

## Weitere Ehrungen
- Der 1962 im hannoverschen Stadtteil Seelhorst angelegte Siegelweg ehrte den Juristen posthum durch seine Namensgebung.[6]

## Archivarische Überlieferung
Im Bundesarchiv hat sich eine Personalakte des Reichsjustizministeriums zu Siegel erhalten (R 3001/76474).

## Schriften
- Die Schadensersatzpflicht der Beamten aus rechtswidrigen Amtshandlungen, Meiningen 1904. (Dissertation)